# Best of the Super Juniors

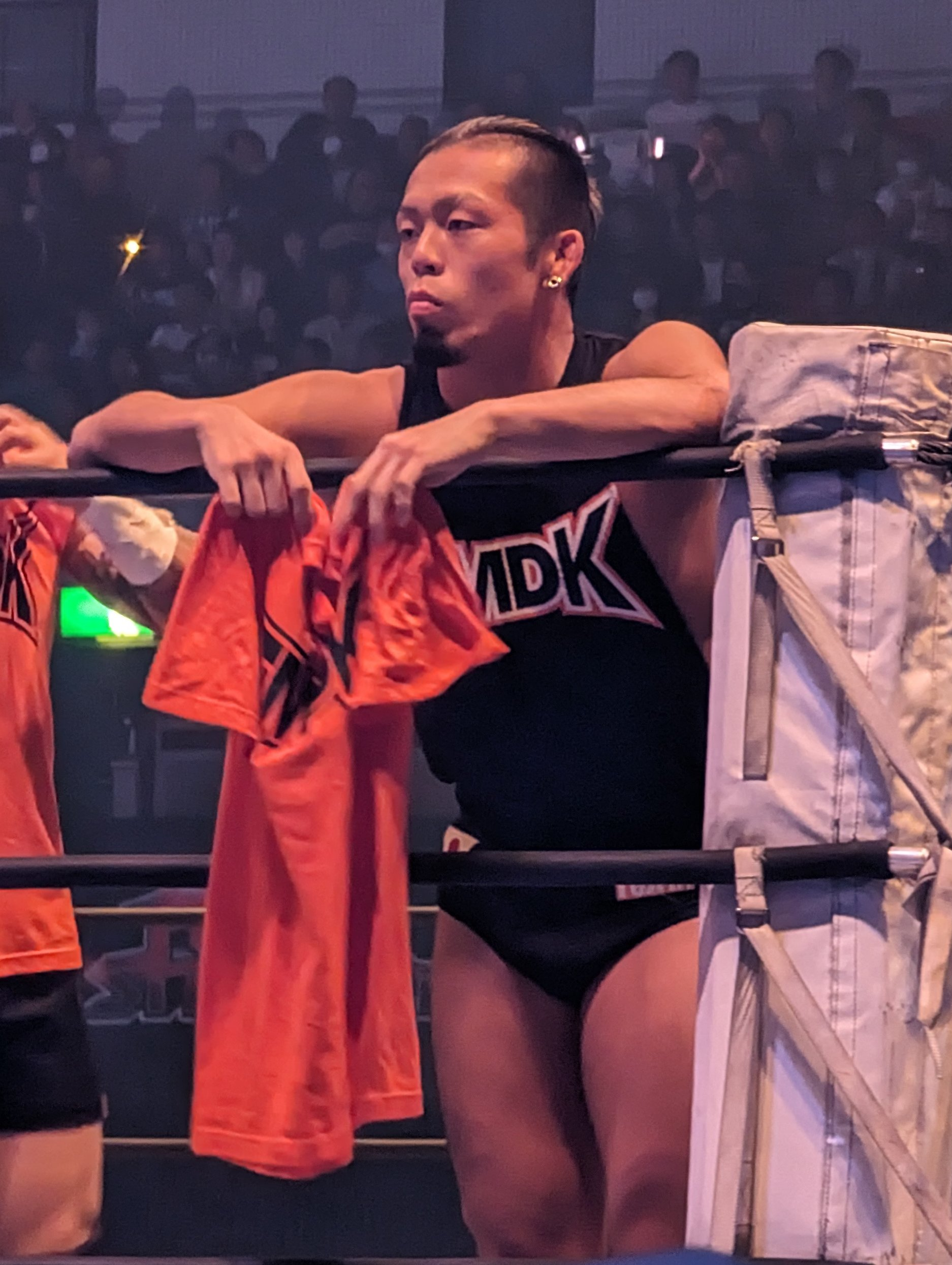
Kosei Fujita, el último ganador del torneo Best of the Super Juniors en su edición del año 2025.

El Best of The Super Juniors (abreviado BOSJ) es un torneo anual de lucha libre profesional perteneciente a la compañía New Japan Pro-Wrestling, el cual se realiza en los meses de mayo y junio. El torneo se creó en el año 1988, siendo en ese entonces conocido como Top of The Super Juniors. Los luchadores participantes del torneo suelen ser luchadores de peso junior (los cuales deberían tener un peso menor a 100 kg) de todo el mundo. Hiromu Takahashi ha ganado el torneo cuatro veces y es el único luchador en ganarlo en tres años consecutivos.

## Historia
El torneo fue formado en 1988 por NJPW. Originalmente se llamaba el Top of the Super Juniors. El torneo cuenta con el estilo round-robin donde los luchadores compiten a base de puntos. El ganador, suponiendo que no sea el campeón, recibe una oportunidad por el Campeonato Peso Junior IWGP en el evento de NJPW Dominion, celebrado en los meses de junio o julio. 
En 1994, el torneo pasó a llamarse Best of the Super Juniors. Desde 1996, el torneo se ha dividido en un sistema de dos bloques utilizado en muchos otros torneos puroresu. En este formato, los dos mejores luchadores de cada bloque avanzan a las semifinales, donde comienzan a valer las reglas de eliminación única. Durante los bloques round-robin, una victoria vale dos puntos, un empate vale uno, y derrota cero; todos las luchas tienen un límite de tiempo de 30 minutos, aunque en el pasado fueron 20 minutos.

## Ganadores
| Torneo     | Año                  | Ganador              | Total de veces ganado | Ref.   |
| ---------- | -------------------- | -------------------- | --------------------- | ------ |
| TOSJ       | 1988                 | Shiro Koshinaka      | 1                     | [ 1 ]  |
| 1991       | Norio Honaga         | 1                    | [ 2 ]                 |        |
| 1992       | Jushin Thunder Liger | 1                    | [ 3 ]                 |        |
| 1993       | Pegasus Kid          | 1                    | [ 4 ]                 |        |
| BOSJ I     | 1994                 | Jushin Thunder Liger | 2                     | [ 5 ]  |
| BOSJ II    | 1995                 | Wild Pegasus         | 2                     | [ 6 ]  |
| BOSJ III   | 1996                 | Black Tiger II       | 1                     | [ 7 ]  |
| BOSJ IV    | 1997                 | El Samurái           | 1                     | [ 8 ]  |
| BOSJ V     | 1998                 | Koji Kanemoto        | 1                     | [ 9 ]  |
| BOSJ VI    | 1999                 | Kendo Kashin         | 1                     | [ 10 ] |
| BOSJ VII   | 2000                 | Tatsuhito Takaiwa    | 1                     | [ 11 ] |
| BOSJ VIII  | 2001                 | Jushin Thunder Liger | 3                     | [ 12 ] |
| BOSJ IX    | 2002                 | Koji Kanemoto        | 2                     | [ 13 ] |
| BOSJ X     | 2003                 | Masahito Kikihara    | 1                     | [ 14 ] |
| BOSJ XI    | 2004                 | Tiger Mask IV        | 1                     | [ 15 ] |
| BOSJ XII   | 2005                 | Tiger Mask IV        | 2                     | [ 16 ] |
| BOSJ XIII  | 2006                 | Minoru               | 1                     | [ 17 ] |
| BOSJ XIV   | 2007                 | Milano Collection AT | 1                     | [ 18 ] |
| BOSJ XV    | 2008                 | Wataru Inoue         | 1                     | [ 19 ] |
| BOSJ XVI   | 2009                 | Koji Kanemoto        | 3                     | [ 20 ] |
| BOSJ XVII  | 2010                 | Prince Devitt        | 1                     | [ 21 ] |
| BOSJ XVIII | 2011                 | Kota Ibushi          | 1                     | [ 22 ] |
| BOSJ XIX   | 2012                 | Ryusuke Taguchi      | 1                     | [ 23 ] |
| BOSJ XX    | 2013                 | Prince Devitt        | 2                     | [ 24 ] |
| BOSJ XXI   | 2014                 | Ricochet             | 1                     | [ 25 ] |
| BOSJ XXII  | 2015                 | Kushida              | 1                     | [ 26 ] |
| BOSJ XXIII | 2016                 | Will Ospreay         | 1                     | [ 27 ] |
| BOSJ 24    | 2017                 | Kushida              | 2                     | [ 28 ] |
| BOSJ 25    | 2018                 | Hiromu Takahashi     | 1                     | [ 29 ] |
| BOSJ 26    | 2019                 | Will Ospreay         | 2                     | [ 30 ] |
| BOSJ 27    | 2020                 | Hiromu Takahashi     | 2                     | [ 31 ] |
| BOSJ 28    | 2021                 | Hiromu Takahashi     | 3                     | [ 32 ] |
| BOSJ 29    | 2022                 | Hiromu Takahashi     | 4                     | [ 33 ] |
| BOSJ 30    | 2023                 | Master Wato          | 1                     | [ 34 ] |
| BOSJ 31    | 2024                 | El Desperado         | 1                     | [ 35 ] |
| BOSJ 32    | 2025                 | Kosei Fujita         | 1                     | [ 36 ] |

## Datos generales
- Hiromu Takahashi es el luchador con el mayor número de victorias con 4, seguido por Jushin Thunder Liger y Koji Kanemoto con 3.
- Durante la historia del torneo, solo dos luchadores gaijins (extranjeros) han podido ganarlo cuando el torneo no contaba con la modalidad actual ni con varios requisitos que el torneo adquiriría en los venideros años: Pegasus Kid y Black Tiger II. Dentro de la modalidad actual, tres luchadores gaijins han ganado el torneo: Prince Devitt de Irlanda en 2010 y 2013, Ricochet de Estados Unidos en 2014, y Will Ospreay de Reino Unido en 2016 y 2019.
- Desde su implementación hasta ahora, seis vencedores del BOTSJ han conseguido ganar el Campeonato Peso Pesado Junior de la IWGP en Dominion: Prince Devitt, Kota Ibushi, Kushida, Hiromu Takahashi,Will Ospreay y El Desperado.

## Récord en Lucha por el Campeonato
| Año  | Ganador          | Evento                         | Lucha por el Campeonato                       |
| ---- | ---------------- | ------------------------------ | --------------------------------------------- |
| 2010 | Prince Devitt    | Dominion 6.19                  | Devitt derrotó a Naomichi Marufuji (c).       |
| 2011 | Kota Ibushi      | Dominion 6.18                  | Ibushi derrotó a Prince Devitt (c).           |
| 2012 | Ryusuke Taguchi  | Dominion 6.16                  | Taguchi perdió ante Low Ki (c).               |
| 2013 | Prince Devitt    | Dominion 6.22                  | Devitt era el campeón.                        |
| 2014 | Ricochet         | Dominion 6.21                  | Ricochet perdió ante Kota Ibushi (c).         |
| 2015 | Kushida          | Dominion 7.5 in Osaka-jo Hall  | Kushida derrotó a Kenny Omega (c).            |
| 2016 | Will Ospreay     | Dominion 6.19 in Osaka-jo Hall | Ospreay perdió ante Kushida (c).              |
| 2017 | Kushida          | Dominion 6.11 in Osaka-jo Hall | Kushida derrotó a Hiromu Takahashi (c).       |
| 2018 | Hiromu Takahashi | Dominion 6.9 in Osaka-jo Hall  | Takahashi derrotó a Will Ospreay (c).         |
| 2019 | Will Ospreay     | Dominion 6.9 in Osaka-jo Hall  | Ospreay derrotó a Dragon Lee (c).             |
| 2020 | Hiromu Takahashi | Wrestle Kingdom 15             | Takahashi derrotó a Taiji Ishimori (c).       |
| 2021 | Hiromu Takahashi | Wrestle Kingdom 16             | Takahashi perdió ante El Desperado (c).       |
| 2022 | Hiromu Takahashi | New Japan Road                 | Takahashi perdió ante Taiji Ishimori (c).     |
| 2023 | Master Wato      | Dominion 6.4 in Osaka-jo Hall  | Master Wato perdió ante Hiromu Takahashi (c). |
| 2024 | El Desperado     | New Japan Soul 2024            | El Desperado derrotó a SHO (c).               |
| 2025 | Kosei Fujita     | New Japan Soul 2025            | Kosei Fujita perdió ante El Desperado (c).    |

1. ↑  Debido a que el torneo se realizó a finales de año por la pandemia de COVID-19, la lucha entre el campeón y el ganador del torneo se trasladó al evento Wrestle Kingdom 15.
2. ↑  Takahashi tuvo que derrotar al ganador del torneo Super J-Cup, El Phantasmo, en la primera noche del evento para conseguir finalmente la oportunidad por el campeonato.

## Resultados

### 2014
La edición 2014 de la "Best of the Super Juniors XXI" se llevó a cabo entre el 30 de mayo al 8 de junio. los participantes fueron revelados el 4 de mayo. Los participantes se anunciaron el 7 de mayo; Además de los habituales de NJPW, el torneo también contó con el luchador del Consejo Mundial de Lucha Libre (CMLL) Máscara Dorada, de DDT Pro-Wrestling (DDT) Kenny Omega, y de Dragon Gate (DG) Ricochet. Por primera vez en cuatro años, el Campeón Peso Pesado Junior de la IWGP no participó en el torneo ya que Kota Ibushi se estaba concentrando en perseguir el Campeonato de Peso Abierto NEVER. 
Alex Koslov se dislocó el hombro izquierdo en su primera lucha contra Ricochet el 30 de mayo y se vio obligado a retirarse del torneo. Alex Shelley ganó el bloque B del torneo, pero se vio obligado a retirarse de las semifinales luego de sufrir una lesión en el hombro en su última lucha de round-robin. Como resultado, Taichi, quien había terminado tercero en el bloque, avanzó a las semifinales.
| Bloque A               | Bloque A | Bloque B          | Bloque B |
| ---------------------- | -------- | ----------------- | -------- |
| KUSHIDA                | 10       | Alex Shelley      | 8        |
| Ricochet (Dragon Gate) | 10       | Ryusuke Taguchi   | 8        |
| Taka Michinoku         | 8        | Taichi            | 8        |
| Matt Jackson           | 8        | Nick Jackson      | 8        |
| Bushi                  | 8        | Kenny Omega (DDT) | 6        |
| Máscara Dorada (CMLL)  | 6        | Tiger Mask IV     | 6        |
| Jushin Thunder Liger   | 6        | El Desperado      | 6        |
| Alex Koslov            | 0        | Rocky Romero      | 6        |

### 2015
La edición 2015 de la "Best of the Super Juniors XXII" se llevó a cabo entre el 22 de mayo al 7 de junio. los participantes fueron revelados el 3 de mayo. Los participantes se anunciaron el 7 de mayo; Además de los habituales de NJPW, el torneo también contó con el luchador del Consejo Mundial de Lucha Libre (CMLL) Bárbaro Cavernario, los luchadores de Bobby Fish y Kyle O'Reilly de Ring of Honor (ROH), de National Wrestling Alliance (NWA) Chase Owens, y el debutante David Finlay, el hijo de Dave Finlay.
Alex Shelley se vio obligado a retirarse del torneo después de su primer combate con una lesión en el pie, lo que le obligó a perder el resto de sus luchas.
| Bloque A                  | Bloque A | Bloque B                        | Bloque B |
| ------------------------- | -------- | ------------------------------- | -------- |
| Kyle O'Reilly (ROH)       | 12       | KUSHIDA                         | 12       |
| Ryusuke Taguchi           | 10       | Bobby Fish (ROH)                | 10       |
| Beretta                   | 8        | Máscara Dorada                  | 10       |
| Chase Owens (NWA)         | 8        | Rocky Romero                    | 8        |
| Jushin Thunder Liger      | 8        | Tiger Mask IV                   | 8        |
| Bárbaro Cavernario (CMLL) | 6        | Nick Jackson                    | 6        |
| Gedo                      | 4        | Alex Shelley (FUERA DEL TORNEO) | 2        |
| Yohei Komatsu             | 0        | David Finlay                    | 0        |

| Bloque A             | Bárbaro Cavernario | Beretta          | Chase Owens       | Gedo               | Jushin Thunder Liger | Kyle O'Reilly      | Ryusuke Taguchi   | Yohei Komatsu     |
| -------------------- | ------------------ | ---------------- | ----------------- | ------------------ | -------------------- | ------------------ | ----------------- | ----------------- |
| Bárbaro Cavernario   | —                  | Beretta (13:46)  | Cavernario (7:15) | Cavernario (10:53) | Liger (6:11)         | O'Reilly (7:50)    | Taguchi (8:43)    | Cavernario (8:32) |
| Beretta              | Beretta (13:46)    | —                | Beretta (10:19)   | Beretta (8:07)     | Liger (7:55)         | O'Reilly (13:04)   | Taguchi (10:58)   | Beretta (10:20)   |
| Chase Owens          | Cavernario (7:15)  | Beretta (10:19)  | —                 | Owens (7:57)       | Owens (8:07)         | O'Reilly (11:54)   | Owens (18:27)     | Owens (7:42)      |
| Gedo                 | Cavernario (10:53) | Beretta (8:07)   | Owens (7:57)      | —                  | Liger (12:36)        | O'Reilly (14:15)   | Gedo (14:00)      | Gedo (10:01)      |
| Jushin Thunder Liger | Liger (6:11)       | Liger (7:55)     | Owens (8:07)      | Liger (12:36)      | —                    | O'Reilly (8:52)    | Taguchi (8:34)    | Liger (8:36)      |
| Kyle O'Reilly        | O'Reilly (7:50)    | O'Reilly (13:04) | O'Reilly (11:54)  | O'Reilly (14:15)   | O'Reilly (8:52)      | —                  | Taguchi (13:15)   | O'Reilly (10:14)  |
| Ryusuke Taguchi      | Taguchi (8:43)     | Taguchi (10:58)  | Owens (18:27)     | Gedo (14:00)       | Taguchi (8:34)       | Taguchi (13:15)    | —                 | Taguchi (11:33)   |
| Yohei Komatsu        | Cavernario (8:32)  | Beretta (10:20)  | Owens (7:42)      | Gedo (10:01)       | Liger (8:36)         | O'Reilly (10:14)   | Taguchi (11:33)   | —                 |
| Bloque B             | Alex Shelley       | Bobby Fish       | David Finlay      | Kushida            | Máscara Dorada       | Nick Jackson       | Rocky Romero      | Tiger Mask IV     |
| Alex Shelley         | —                  | Fish (abandono)  | Shelley (5:32)    | Kushida (abandono) | Dorada (abandono)    | Jackson (abandono) | Romero (abandono) | Tiger (abandono)  |
| Bobby Fish           | Fish (abandono)    | —                | Fish (8:18)       | Kushida (16:29)    | Fish (10:43)         | Fish (11:31)       | Fish (13:06)      | Tiger (9:22)      |
| David Finlay         | Shelley (5:32)     | Fish (8:18)      | —                 | KUSHIDA (9:40)     | Dorada (7:46)        | Jackson (9:39)     | Romero (10:50)    | Tiger (7:21)      |
| KUSHIDA              | KUSHIDA (abandono) | KUSHIDA (16:29)  | KUSHIDA (9:40)    | —                  | KUSHIDA (8:53)       | Jackson (9:08)     | KUSHIDA (15:53)   | KUSHIDA (11:44)   |
| Máscara Dorada       | Dorada (abandono)  | Fish (10:43)     | Dorada (7:46)     | KUSHIDA (8:53)     | —                    | Dorada (9:44)      | Dorada (10:19)    | Dorada (10:05)    |
| Nick Jackson         | Jackson (abandono) | Fish (11:31)     | Jackson (9:39)    | Jackson (9:08)     | Dorada (9:44)        | —                  | Romero (13:05)    | Tiger (8:03)      |
| Rocky Romero         | Romero (abandono)  | Fish (13:06)     | Romero (10:50)    | KUSHIDA (15:53)    | Dorada (10:19)       | Romero (13:05)     | —                 | Romero (11:01)    |
| Tiger Mask IV        | Tiger (abandono)   | Tiger (9:22)     | Tiger (7:21)      | KUSHIDA (11:44)    | Dorada (10:05)       | Tiger (8:03)       | Romero (11:01)    | —                 |

|  | Final |               |       |  |
|  |       |               |       |  |
|  | A1    | Kyle O'Reilly | Sub   |  |
|  | A1    | Kyle O'Reilly | Sub   |  |
|  | B1    | KUSHIDA       | 30:45 |  |
|  | B1    | KUSHIDA       | 30:45 |  |

### 2016
La edición 2016 de la "Best of the Super Juniors XXIII" se llevó a cabo entre el 21 de mayo al 7 de junio. los participantes fueron revelados el 3 de mayo. Además de los debutantes Matt Sydal, Volador Jr. y Will Ospreay. Matt Jackson y Nick Jackson fueron originalmente anunciados para el torneo, pero ambos se vieron obligados a retirarse con lesiones antes del día de la inauguración. El 19 de mayo, Matt fue reemplazado por David Finlay y Nick con Chase Owens. Con su victoria, Will Ospreay, el primer ganador inglés del torneo, también se convirtió en el ganador más joven de la historia de Super Juniors.
El torneo se hizo conocido por un combate controversial entre Ospreay y Ricochet el 27 de mayo, que recibió amplia atención en el mundo de la lucha libre profesional con algunos, como William Regal, elogiando a los dos y otros, como Vader, comparando la lucha como la "rutina de gimnasia".
| Bloque A        | Bloque A | Bloque B             | Bloque B |
| --------------- | -------- | -------------------- | -------- |
| Ryusuke Taguchi | 10       | Will Ospreay         | 8        |
| Matt Sydal      | 10       | Bobby Fish           | 8        |
| Bushi           | 8        | Ricochet             | 8        |
| Kyle O'Reilly   | 8        | Volador Jr.          | 8        |
| Rocky Romero    | 8        | Jushin Thunder Liger | 6        |
| KUSHIDA         | 8        | Tiger Mask IV        | 6        |
| David Finlay    | 2        | Chase Owens          | 6        |
| Gedo            | 2        | Beretta              | 6        |

| Bloque A             | Bushi            | David Finlay     | Gedo             | KUSHIDA              | Kyle O'Reilly    | Matt Sydal      | Rocky Romero    | Ryusuke Taguchi |
| -------------------- | ---------------- | ---------------- | ---------------- | -------------------- | ---------------- | --------------- | --------------- | --------------- |
| Bushi                | —                | Bushi (7:18)     | Gedo (11:34)     | Bushi (13:17)        | O'Reilly (10:58) | Sydal (9:20)    | Bushi (11:08)   | Bushi (10:19)   |
| David Finlay         | Bushi (7:18)     | —                | Finlay (10:40)   | Kushida (10:31)      | O'Reilly (9:58)  | Sydal (8:59)    | Romero (11:00)  | Taguchi (9:18)  |
| Gedo                 | Gedo (11:34)     | Finlay (10:40)   | —                | Kushida (13:34)      | O'Reilly (11:24) | Sydal (6:21)    | Romero (8:33)   | Taguchi (9:46)  |
| KUSHIDA              | Bushi (13:17)    | KUSHIDA (10:31)  | KUSHIDA (13:34)  | —                    | O'Reilly (20:06) | KUSHIDA (15:59) | Romero (15:03)  | KUSHIDA (16:09) |
| Kyle O'Reilly        | O'Reilly (10:58) | O'Reilly (9:58)  | O'Reilly (11:24) | O'Reilly (20:06)     | —                | Sydal (14:11)   | Romero (16:50)  | Taguchi (11:46) |
| Matt Sydal           | Sydal (9:20)     | Sydal (8:59)     | Sydal (6:21)     | KUSHIDA (15:59)      | Sydal (14:11)    | —               | Sydal (13:37)   | Taguchi (10:20) |
| Rocky Romero         | Bushi (11:08)    | Romero (11:00)   | Romero (8:33)    | Romero (15:03)       | Romero (16:50)   | Sydal (13:37)   | —               | Taguchi (12:02) |
| Ryusuke Taguchi      | Bushi (10:19)    | Taguchi (9:18)   | Taguchi (9:46)   | KUSHIDA (16:09)      | Taguchi (11:46)  | Taguchi (10:20) | Taguchi (12:02) | —               |
| Bloque B             | Beretta          | Bobby Fish       | Chase Owens      | Jushin Thunder Liger | Ricochet         | Tiger Mask IV   | Volador Jr.     | Will Ospreay    |
| Beretta              | —                | Fish (11:01)     | Owens (9:53)     | Beretta (5:18)       | Ricochet (13:13) | Tiger (12:17)   | Beretta (12:04) | Beretta (11:55) |
| Bobby Fish           | Fish (11:01)     | —                | Fish (10:36)     | Liger (11:30)        | Ricochet (12:30) | Fish (6:42)     | Fish (8:48)     | Ospreay (14:22) |
| Chase Owens          | Owens (9:53)     | Fish (10:36)     | —                | Liger (7:12)         | Owens (10:21)    | Tiger (6:46)    | Volador (10:28) | Owens (9:58)    |
| Jushin Thunder Liger | Beretta (5:18)   | Liger (11:30)    | Liger (7:12)     | —                    | Ricochet (11:30) | Liger (1:11)    | Volador (9:02)  | Ospreay (8:20)  |
| Ricochet             | Ricochet (13:13) | Ricochet (12:30) | Owens (10:21)    | Ricochet (11:30)     | —                | Ricochet (9:53) | Volador (12:03) | Ospreay (16:47) |
| Tiger Mask IV        | Tiger (12:17)    | Fish (6:42)      | Tiger (6:46)     | Liger (1:11)         | Ricochet (9:53)  | —               | Volador (9:47)  | Tiger (7:41)    |
| Volador Jr.          | Beretta (12:04)  | Fish (8:48)      | Volador (10:28)  | Volador (9:02)       | Volador (12:03)  | Volador (9:47)  | —               | Ospreay (8:58)  |
| Will Ospreay         | Beretta (11:55)  | Ospreay (14:22)  | Owens (9:58)     | Ospreay (8:20)       | Ospreay (16:47)  | Tiger (7:41)    | Ospreay (8:58)  | —               |

|  | Final |                 |       |  |
|  |       |                 |       |  |
|  | A1    | Ryusuke Taguchi | Pin   |  |
|  | A1    | Ryusuke Taguchi | Pin   |  |
|  | B1    | Will Ospreay    | 22:05 |  |
|  | B1    | Will Ospreay    | 22:05 |  |

### 2017
La edición 2017 de la "Best of the Super Juniors 24" se llevó a cabo entre el 17 de mayo al 3 de junio. los participantes fueron revelados el 3 de mayo. Además de los habituales de NJPW, el torneo también contó con el Consejo Mundial de Lucha Libre (CMLL) los luchadores Dragon Lee y Volador Jr., el luchador de Ring of Honor (ROH) Marty Scurll y el luchador independiente ACH. El veterano luchador Jushin Thunder Liger, que participó en su 17º torneo Best of the Super Juniors en una fila.
| Bloque A             | Bloque A | Bloque B           | Bloque B |
| -------------------- | -------- | ------------------ | -------- |
| Will Ospreay         | 10       | KUSHIDA            | 8        |
| Dragon Lee (CMLL)    | 8        | Bushi              | 8        |
| Ricochet             | 8        | Ryusuke Taguchi    | 8        |
| Hiromu Takahashi     | 8        | Yoshinobu Kanemaru | 8        |
| Taichi               | 8        | Volador Jr. (CMLL) | 6        |
| Marty Scurll (ROH)   | 8        | Tiger Mask IV      | 6        |
| Taka Michinoku       | 4        | ACH                | 6        |
| Jushin Thunder Liger | 2        | El Desperado       | 6        |

| Bloque A             | Dragon Lee         | Hiromu Takahashi   | Jushin Thunder Liger | Marty Scurll       | Ricochet           | Taichi            | Taka Michinoku   | Will Ospreay       |
| -------------------- | ------------------ | ------------------ | -------------------- | ------------------ | ------------------ | ----------------- | ---------------- | ------------------ |
| Dragon Lee           | —                  | Dragon Lee (18:56) | Dragon Lee (7:54)    | Dragon Lee (13:09) | Dragon Lee (13:07) | Taichi (9:04)     | Michinoku (9:20) | Ospreay (10:05)    |
| Hiromu Takahashi     | Dragon Lee (18:56) | —                  | Takahashi (8:05)     | Takahashi (13:07)  | Ricochet (12:15)   | Takahashi (14:13) | Takahashi (9:25) | Ospreay (15:19)    |
| Jushin Thunder Liger | Dragon Lee (7:54)  | Takahashi (8:05)   | —                    | Scurll (12:16)     | Ricochet (9:04)    | Liger (10:02)     | Michinoku (8:33) | Ospreay (10:10)    |
| Marty Scurll         | Dragon Lee (13:09) | Takahashi (13:07)  | Scurll (12:16)       | —                  | Scurll (13:31)     | Taichi (9:25)     | Scurll (8:51)    | Scurll (12:11)     |
| Ricochet             | Dragon Lee (13:07) | Ricochet (12:15)   | Ricochet (9:04)      | Scurll (13:31)     | —                  | Ricochet (8:56)   | Ricochet (7:41)  | Ospreay (27:27)    |
| Taichi               | Taichi (9:04)      | Takahashi (14:13)  | Liger (10:02)        | Taichi (9:25)      | Ricochet (8:56)    | —                 | Taichi (9:30)    | Taichi (10:08)     |
| Taka Michinoku       | Michinoku (9:20)   | Takahashi (9:25)   | Michinoku (8:33)     | Scurll (8:51)      | Ricochet (7:41)    | Taichi (9:30)     | —                | Ospreay (8:46)     |
| Will Ospreay         | Ospreay (10:05)    | Ospreay (15:19)    | Ospreay (10:10)      | Scurll (12:11)     | Ospreay (27:27)    | Taichi (10:08)    | Ospreay (8:46)   | —                  |
| Bloque B             | ACH                | Bushi              | El Desperado         | KUSHIDA            | Ryusuke Taguchi    | Tiger Mask IV     | Volador Jr.      | Yoshinobu Kanemaru |
| ACH                  | —                  | ACH (10:47)        | ACH (9:56)           | ACH (14:44)        | Taguchi (13:41)    | Tiger (11:40)     | Volador (12:02)  | Kanemaru (10:26)   |
| Bushi                | ACH (10:47)        | —                  | Desperado (9:47)     | Kushida (15:51)    | Bushi (9:25)       | Bushi (12:08)     | Bushi (10:53)    | Bushi (9:27)       |
| El Desperado         | ACH (9:56)         | Desperado (9:47)   | —                    | Desperado (11:43)  | Desperado (12:38)  | Tiger (10:20)     | Volador (8:03)   | Kanemaru (9:39)    |
| KUSHIDA              | ACH (14:44)        | KUSHIDA (15:51)    | Desperado (11:43)    | —                  | KUSHIDA (22:53)    | Tiger (10:41)     | KUSHIDA (15:44)  | KUSHIDA (13:16)    |
| Ryusuke Taguchi      | Taguchi (13:41)    | Bushi (9:25)       | Desperado (12:38)    | KUSHIDA (22:53)    | —                  | Taguchi (9:29)    | Taguchi (9:58)   | Taguchi (11:27)    |
| Tiger Mask IV        | Tiger (11:40)      | Bushi (12:08)      | Tiger (10:20)        | Tiger (10:41)      | Taguchi (9:29)     | —                 | Volador (9:48)   | Kanemaru (8:42)    |
| Volador Jr.          | Volador (12:02)    | Bushi (10:53)      | Volador (8:03)       | KUSHIDA (15:44)    | Taguchi (9:58)     | Volador (9:48)    | —                | Kanemaru (9:41)    |
| Yoshinobu Kanemaru   | Kanemaru (10:26)   | Bushi (9:27)       | Kanemaru (9:39)      | KUSHIDA (13:16)    | Taguchi (11:27)    | Kanemaru (8:42)   | Kanemaru (9:41)  | —                  |

|  | Final |              |       |  |
|  |       |              |       |  |
|  | A1    | Will Ospreay | Pin   |  |
|  | A1    | Will Ospreay | Pin   |  |
|  | B1    | KUSHIDA      | 27:59 |  |
|  | B1    | KUSHIDA      | 27:59 |  |

### 2018
La edición 2018 de la "Best of the Super Juniors 25" se llevó a cabo entre el 18 de mayo al 4 de junio. los participantes fueron revelados el 26 de abril. Además de los habituales de NJPW, el torneo también contó con los luchadores de Ring of Honor (ROH) Marty Scurll, Flip Gordon y Chris Sabin, de Consejo Mundial de Lucha Libre (CMLL) Dragon Lee, y el luchador independiente ACH.
| Bloque A           | Bloque A | Bloque B          | Bloque B |
| ------------------ | -------- | ----------------- | -------- |
| Taiji Ishimori     | 10       | Hiromu Takahashi  | 10       |
| Will Ospreay       | 10       | KUSHIDA           | 8        |
| ACH                | 6        | Marty Scurll      | 8        |
| Bushi              | 6        | Chris Sabin (ROH) | 6        |
| Flip Gordon (ROH)  | 6        | Dragon Lee (CMLL) | 6        |
| Tiger Mask IV      | 6        | El Desperado      | 6        |
| Yoh                | 6        | Ryusuke Taguchi   | 6        |
| Yoshinobu Kanemaru | 6        | Sho               | 6        |

| Bloque A           | ACH               | Bushi              | Flip Gordon       | Taiji Ishimori     | Tiger Mask IV      | Will Ospreay      | Yoh                | Yoshinobu Kanemaru |
| ------------------ | ----------------- | ------------------ | ----------------- | ------------------ | ------------------ | ----------------- | ------------------ | ------------------ |
| ACH                | —                 | Bushi (12:57)      | ACH (15:26)       | Ishimori (11:57)   | ACH (8:27)         | Ospreay (16:50)   | ACH (12:04)        | Kanemaru (14:04)   |
| Bushi              | Bushi (12:57)     | —                  | Bushi (11:58)     | Ishimori (12:02)   | Tiger Mask (11:16) | Bushi (14:47)     | Yoh (15:18)        | Kanemaru (9:24)    |
| Flip Gordon        | ACH (15:26)       | Bushi (11:58)      | —                 | Gordon (9:27)      | Gordon (11:15)     | Ospreay (19:36)   | Yoh (11:06)        | Gordon (10:03)     |
| Taiji Ishimori     | Ishimori (11:57)  | Ishimori (12:02)   | Gordon (9:27)     | —                  | Ishimori (11:18)   | Ishimori (13:47)  | Ishimori (14:55)   | Kanemaru (14:55)   |
| Tiger Mask IV      | ACH (8:27)        | Tiger Mask (11:16) | Gordon (11:15)    | Ishimori (11:18)   | —                  | Ospreay (12:05)   | Tiger Mask (13:33) | Tiger Mask (10:27) |
| Will Ospreay       | Ospreay (16:50)   | Bushi (14:47)      | Ospreay (19:36)   | Ishimori (13:47)   | Ospreay (12:05)    | —                 | Ospreay (16:28)    | Ospreay (14:03)    |
| Yoh                | ACH (12:04)       | Yoh (15:18)        | Yoh (11:06)       | Ishimori (14:55)   | Tiger Mask (13:33) | Ospreay (16:28)   | —                  | Yoh (16:37)        |
| Yoshinobu Kanemaru | Kanemaru (14:04)  | Kanemaru (9:24)    | Gordon (10:03)    | Kanemaru (14:55)   | Tiger Mask (10:27) | Ospreay (14:03)   | Yoh (16:37)        | —                  |
| Bloque B           | Chris Sabin       | Dragon Lee         | El Desperado      | Hiromu Takahashi   | KUSHIDA            | Marty Scurll      | Ryusuke Taguchi    | Sho                |
| Chris Sabin        | —                 | Sabin (13:39)      | Sabin (12:14)     | Takahashi (13:35)  | Sabin (13:47)      | Scurll (13:58)    | Taguchi (10:56)    | Sho (15:09)        |
| Dragon Lee         | Sabin (13:39)     | —                  | Desperado (12:18) | Dragon Lee (20:48) | KUSHIDA (18:17)    | Scurll (16:01)    | Dragon Lee (11:14) | Dragon Lee (17:31) |
| El Desperado       | Sabin (12:14)     | Desperado (12:18)  | —                 | Desperado (22:48)  | KUSHIDA (18:33)    | Scurll (14:40)    | Desperado (13:17)  | Sho (12:48)        |
| Hiromu Takahashi   | Takahashi (13:35) | Dragon Lee (20:48) | Desperado (22:48) | —                  | Takahashi (24:15)  | Takahashi (20:47) | Takahashi (14:49)  | Takahashi (16:19)  |
| KUSHIDA            | Sabin (13:47)     | KUSHIDA (18:17)    | KUSHIDA (18:33)   | Takahashi (24:15)  | —                  | KUSHIDA (19:22)   | Taguchi (1:34)     | KUSHIDA (19:24)    |
| Marty Scurll       | Scurll (13:58)    | Scurll (16:01)     | Scurll (14:40)    | Takahashi (20:47)  | KUSHIDA (19:22)    | —                 | Scurll (15:42)     | Sho (20:39)        |
| Ryusuke Taguchi    | Taguchi (10:56)   | Dragon Lee (11:14) | Desperado (13:17) | Takahashi (14:49)  | Taguchi (1:34)     | Scurll (15:42)    | —                  | Taguchi (13:50)    |
| Sho                | Sho (15:09)       | Dragon Lee (17:31) | Sho (12:48)       | Takahashi (16:19)  | Kushida (19:24)    | Sho (20:39)       | Taguchi (13:50)    | —                  |

|  | Final |                  |       |  |
|  |       |                  |       |  |
|  | A1    | Taiji Ishimori   | Pin   |  |
|  | A1    | Taiji Ishimori   | Pin   |  |
|  | B1    | Hiromu Takahashi | 34:09 |  |
|  | B1    | Hiromu Takahashi | 34:09 |  |

### 2019
La edición 2019 de la "Best of the Super Juniors 26" se llevó a cabo entre el 13 de mayo al 5 de junio. Los participantes fueron anunciados el 23 de abril. Además de los habituales de NJPW, el torneo también contará con los luchadores del Consejo Mundial de Lucha Libre (CMLL) Dragon Lee y Titán, de Ring of Honor (ROH) Marty Scurll, Flip Gordon, Jonathan Gresham y Bandido, y de Revolution Pro Wrestling (RevPro) El Phantasmo. Esta es la primera edición en tener 20 participantes. El 10 de mayo, se anunció que Flip Gordon y El Desperado no pudieron participar del torneo. El primero debido a problemas con su visado hacia Japón, siendo reemplazado por el "young lion" del dojo de NJPW: Ren Narita; y el segundo debido a una lesión de mandíbula que sufrió en TakaTaichi Mania 2, un evento local de sus compañeros de Suzuki-gun, en la que también se introdujo un nuevo miembro al grupo: Douki, quien terminaría reemplazándolo en el torneo. Taka Michinoku se vio obligado a retirarse del décimo día del torneo debido a una lesión en su pierna derecha, perdiendo la lucha por abandono. Días más tarde, se anunció que Michinoku se perdería definitivamente el resto del torneo.
| Bloque A               | Bloque A | Bloque B              | Bloque B |
| ---------------------- | -------- | --------------------- | -------- |
| Shingo Takagi          | 18       | Will Ospreay          | 14       |
| Taiji Ishimori         | 14       | Ryusuke Taguchi       | 12       |
| Dragon Lee (CMLL)      | 14       | El Phantasmo (RevPro) | 12       |
| Sho                    | 10       | Bushi                 | 12       |
| Marty Scurll (ROH)     | 10       | Yoh                   | 12       |
| Jonathan Gresham (ROH) | 8        | Robbie Eagles         | 10       |
| Titán (CMLL)           | 6        | Bandido (ROH)         | 10       |
| Yoshinobu Kanemaru     | 6        | Rocky Romero          | 6        |
| Tiger Mask             | 4        | Douki                 | 2        |
| Taka Michinoku         | 0        | Ren Narita            | 0        |

| Bloque A           | Dragon Lee            | Jonathan Gresham  | Marty Scurll       | Shingo Takagi     | Sho                | Taiji Ishimori    | Taka Michinoku        | Tiger Mask         | Titán              | Yoshinobu Kanemaru  |
| ------------------ | --------------------- | ----------------- | ------------------ | ----------------- | ------------------ | ----------------- | --------------------- | ------------------ | ------------------ | ------------------- |
| Dragon Lee         | —                     | Dragon Lee (9:42) | Dragon Lee (14:12) | Takagi (17:20)    | Dragon Lee (27:10) | Ishimori (18:32)  | Dragon Lee (abandono) | Dragon Lee (8:59)  | Dragon Lee (14:01) | Dragon Lee (14:02)  |
| Jonathan Gresham   | Dragon Lee (9:42)     | —                 | Scurll (12:22)     | Takagi (11:11)    | Sho (10:27)        | Ishimori (6:50)   | Gresham (9:28)        | Gresham (9:21)     | Gresham (10:55)    | Gresham (7:45)      |
| Marty Scurll       | Dragon Lee (14:12)    | Scurll (12:22)    | —                  | Takagi (14:07)    | Sho (13:18)        | Ishimori (22:21)  | Scurll (abandono)     | Scurll (13:01)     | Scurll (10:29)     | Scurll (5:02)       |
| Shingo Takagi      | Takagi (17:20)        | Takagi (11:11)    | Takagi (14:07)     | —                 | Takagi (25:07)     | Takagi (20:51)    | Takagi (7:23)         | Takagi (9:22)      | Takagi (10:26)     | Takagi (15:24)      |
| Sho                | Dragon Lee (27:10)    | Sho (10:27)       | Sho (13:18)        | Takagi (25:07)    | —                  | Ishimori (20:27)  | Sho (10:02)           | Sho (8:14)         | Sho (11:05)        | Kanemaru (4:01)     |
| Taiji Ishimori     | Ishimori (18:32)      | Ishimori (6:50)   | Ishimori (22:21)   | Takagi (20:51)    | Ishimori (20:27)   | —                 | Ishimori (4:56)       | Ishimori (4:36)    | Ishimori (11:42)   | Kanemaru (3:51)     |
| Taka Michinoku     | Dragon Lee (abandono) | Gresham (9:28)    | Scurll (abandono)  | Takagi (7:23)     | Sho (10:02)        | Ishimori (4:56)   | —                     | Tiger Mask (10:58) | Titán (8:09)       | Kanemaru (abandono) |
| Tiger Mask         | Dragon Lee (8:59)     | Gresham (9:21)    | Scurll (13:01)     | Takagi (9:22)     | Sho (8:14)         | Ishimori (4:36)   | Tiger Mask (10:58)    | —                  | Titán (8:10)       | Tiger Mask (11:14)  |
| Titán              | Dragon Lee (14:01)    | Gresham (10:55)   | Scurll (10:29)     | Takagi (10:26)    | Sho (11:05)        | Ishimori (11:42)  | Titán (8:09)          | Titán (8:10)       | —                  | Titán (11:01)       |
| Yoshinobu Kanemaru | Dragon Lee (14:02)    | Gresham (7:45)    | Scurll (5:02)      | Takagi (15:24)    | Kanemaru (4:01)    | Kanemaru (3:51)   | Kanemaru (abandono)   | Tiger Mask (11:14) | Titán (11:01)      | —                   |
| Bloque B           | Bandido               | Bushi             | Douki              | El Phantasmo      | Ren Narita         | Robbie Eagles     | Rocky Romero          | Ryusuke Taguchi    | Will Ospreay       | Yoh                 |
| Bandido            | —                     | Bushi (8:36)      | Bandido (9:55)     | Phantasmo (12:12) | Bandido (6:19)     | Bandido (9:35)    | Bandido (11:30)       | Bandido (10:50)    | Ospreay (18:03)    | Yoh (13:06)         |
| Bushi              | Bushi (8:36)          | —                 | Bushi (7:13)       | Phantasmo (10:31) | Bushi (9:08)       | Bushi (8:04)      | Bushi (10:21)         | Taguchi (14:56)    | Ospreay (16:35)    | Bushi (11:46)       |
| Douki              | Bandido (9:55)        | Bushi (7:13)      | —                  | Phantasmo (13:13) | Douki (10:13)      | Eagles (8:11)     | Romero (10:16)        | Taguchi (21:22)    | Ospreay (16:17)    | Yoh (11:22)         |
| El Phantasmo       | Phantasmo (12:12)     | Phantasmo (10:31) | Phantasmo (13:13)  | —                 | Phantasmo (6:59)   | Phantasmo (10:20) | Romero (28:38)        | Taguchi (20:18)    | Phantasmo (26:40)  | Yoh (12:03)         |
| Ren Narita         | Bandido (6:19)        | Bushi (9:08)      | Douki (10:13)      | Phantasmo (6:59)  | —                  | Eagles (9:18)     | Romero (12:28)        | Taguchi (7:10)     | Ospreay (8:45)     | Yoh (12:22)         |
| Robbie Eagles      | Bandido (9:35)        | Bushi (8:04)      | Eagles (8:11)      | Phantasmo (10:20) | Eagles (9:18)      | —                 | Eagles (13:55)        | Eagles (11:13)     | Eagles (28:01)     | Yoh (11:45)         |
| Rocky Romero       | Bandido (11:30)       | Bushi (10:21)     | Romero (10:16)     | Romero (28:38)    | Romero (12:28)     | Eagles (13:55)    | —                     | Taguchi (9:58)     | Ospreay (25:45)    | Yoh (13:29)         |
| Ryusuke Taguchi    | Bandido (10:50)       | Taguchi (14:56)   | Taguchi (21:22)    | Taguchi (20:18)   | Taguchi (7:10)     | Eagles (11:13)    | Taguchi (9:58)        | —                  | Ospreay (22:18)    | Taguchi (20:38)     |
| Will Ospreay       | Ospreay (18:03)       | Ospreay (16:35)   | Ospreay (16:17)    | Phantasmo (26:40) | Ospreay (8:45)     | Eagles (28:01)    | Ospreay (25:45)       | Ospreay (22:18)    | —                  | Ospreay (24:43)     |
| Yoh                | Yoh (13:06)           | Bushi (11:46)     | Yoh (11:22)        | Yoh (12:03)       | Yoh (12:22)        | Yoh (11:45)       | Yoh (13:29)           | Taguchi (20:38)    | Ospreay (24:43)    | —                   |

|  | Final |               |       |  |
|  |       |               |       |  |
|  | A1    | Shingo Takagi | Pin   |  |
|  | A1    | Shingo Takagi | Pin   |  |
|  | B1    | Will Ospreay  | 33:36 |  |
|  | B1    | Will Ospreay  | 33:36 |  |

### 2020
La edición 2020 de la "Best of the Super Juniors 27" se llevó a cabo entre el 15 de noviembre al 11 de diciembre. El torneo estaba originalmente programado para realizarse el 12 de mayo al 6 de junio, pero finalmente fue cancelado debido a la pandemia de COVID-19. Sin embargo, el 6 de octubre, NJPW anunció que el torneo se llevaría a cabo en conjunto con la World Tag League para finales de año. Los participantes fueron anunciados el 2 de noviembre, junto con el nuevo formato del torneo de un solo bloque de 10 luchadores y una final entre el primer y segundo lugar de la tabla de posiciones.
| El Desperado     | 14 |
| Hiromu Takahashi | 14 |
| Taiji Ishimori   | 14 |
| Sho              | 12 |
| Bushi            | 8  |
| Master Wato      | 8  |
| Robbie Eagles    | 8  |
| Ryusuke Taguchi  | 8  |
| Douki            | 4  |
| Yuya Uemura      | 0  |

| Resultados       | Robbie Eagles     | Sho               | Taiji Ishimori    | Hiromu Takahashi  | Ryusuke Taguchi   | Bushi             | El Desperado      | Yuya Uemura       | Douki             | Master Wato       |
| ---------------- | ----------------- | ----------------- | ----------------- | ----------------- | ----------------- | ----------------- | ----------------- | ----------------- | ----------------- | ----------------- |
| Robbie Eagles    | —                 | Eagles (19:22)    | Ishimori (17:22)  | Takahashi (26:01) | Eagles (13:03)    | Bushi (11:23)     | Desperado (14:47) | Eagles (7:30)     | Eagles (10:35)    | Wato (12:37)      |
| Sho              | Eagles (19:22)    | —                 | Ishimori (12:10)  | Sho (24:53)       | Sho (17:05)       | Sho (10:20)       | Desperado (18:40) | Sho (15:01)       | Sho (16:26)       | Sho (12:58)       |
| Taiji Ishimori   | Ishimori (17:22)  | Ishimori (12:10)  | —                 | Takahashi (20:06) | Ishimori (11:33)  | Ishimori (15:26)  | Desperado (17:18) | Ishimori (10:36)  | Ishimori (12:00)  | Ishimori (15:34)  |
| Hiromu Takahashi | Takahashi (26:01) | Sho (24:53)       | Takahashi (20:06) | —                 | Takahashi (25:30) | Takahashi (23:42) | Desperado (23:10) | Takahashi (10:43) | Takahashi (16:33) | Takahashi (10:30) |
| Ryusuke Taguchi  | Eagles (13:03)    | Sho (17:05)       | Ishimori (11:33)  | Takahashi (25:30) | —                 | Bushi (10:51)     | Taguchi (12:35)   | Taguchi (11:26)   | Taguchi (8:50)    | Taguchi (10:22)   |
| Bushi            | Bushi (11:23)     | Sho (10:20)       | Ishimori (15:26)  | Takahashi (23:42) | Bushi (10:51)     | —                 | Desperado (12:53) | Bushi (9:57)      | Douki (10:59)     | Bushi (13:15)     |
| El Desperado     | Desperado (14:47) | Desperado (18:40) | Desperado (17:18) | Desperado (23:10) | Taguchi (12:35)   | Desperado (12:53) | —                 | Desperado (11:26) | Desperado (15:23) | Wato (14:33)      |
| Yuya Uemura      | Eagles (7:30)     | Sho (15:01)       | Ishimori (10:36)  | Takahashi (10:43) | Taguchi (11:26)   | Bushi (9:57)      | Desperado (11:26) | —                 | Douki (12:54)     | Wato (4:14)       |
| Douki            | Eagles (10:35)    | Sho (16:26)       | Ishimori (12:00)  | Takahashi (16:33) | Taguchi (8:50)    | Douki (10:59)     | Desperado (15:23) | Douki (12:54)     | —                 | Wato (12:29)      |
| Master Wato      | Wato (12:37)      | Sho (12:58)       | Ishimori (15:34)  | Takahashi (10:30) | Taguchi (10:22)   | Bushi (13:15)     | Wato (14:33)      | Wato (4:14)       | Wato (12:29)      | —                 |

|  | Final |                  |       |  |
|  |       |                  |       |  |
|  | 1     | El Desperado     | Pin   |  |
|  | 1     | El Desperado     | Pin   |  |
|  | 2     | Hiromu Takahashi | 30:14 |  |
|  | 2     | Hiromu Takahashi | 30:14 |  |

### 2021
La edición 2021 de la "Best of the Super Juniors 28" se llevó a cabo entre el 13 de noviembre al 15 de diciembre. El torneo tuvo lugar en noches alternadas con la World Tag League. Los participantes fueron anunciados el 8 de noviembre, con el mismo formato del torneo del año anterior de un solo bloque de 12 luchadores y una final entre el primer y segundo lugar de la tabla de posiciones.
| Hiromu Takahashi   | 15 |
| Yoh                | 14 |
| El Desperado       | 13 |
| Taiji Ishimori     | 12 |
| Robbie Eagles      | 12 |
| El Phantasmo       | 12 |
| Sho                | 12 |
| Bushi              | 10 |
| Ryusuke Taguchi    | 10 |
| Master Wato        | 8  |
| Yoshinobu Kanemaru | 8  |
| Douki              | 6  |

| Resultados         | Robbie Eagles     | Yoh              | Taiji Ishimori    | El Phantasmo      | Sho               | Hiromu Takahashi  | Ryusuke Taguchi   | Bushi             | El Desperado      | Yoshinobu Kanemaru | Douki             | Master Wato       |
| ------------------ | ----------------- | ---------------- | ----------------- | ----------------- | ----------------- | ----------------- | ----------------- | ----------------- | ----------------- | ------------------ | ----------------- | ----------------- |
| Robbie Eagles      | —                 | Yoh (13:48)      | Ishimori (13:26)  | Eagles (19:03)    | Eagles (14:06)    | Takahashi (27:07) | Taguchi (16:17)   | Eagles (12:52)    | Desperado (18:25) | Eagles (12:23)     | Eagles (11:53)    | Eagles (13:30)    |
| Yoh                | Yoh (13:48)       | —                | Yoh (13:33)       | Yoh (14:32)       | Yoh (15:31)       | Takahashi (3:55)  | Taguchi (14:36)   | Bushi (10:32)     | Yoh (18:26)       | Yoh (12:11)        | Douki (10:56)     | Yoh (14:58)       |
| Taiji Ishimori     | Ishimori (13:26)  | Yoh (13:33)      | —                 | Phantasmo (15:53) | Ishimori (13:30)  | Ishimori (25:36)  | Taguchi (12:45)   | Bushi (13:35)     | Ishimori (22:41)  | Kanemaru (5:37)    | Ishimori (10:23)  | Ishimori (11:21)  |
| El Phantasmo       | Eagles (19:03)    | Yoh (14:32)      | Phantasmo (15:53) | —                 | Phantasmo (11:47) | Phantasmo (23:14) | Phantasmo (15:12) | Bushi (13:45)     | Phantasmo (21:11) | Kanemaru (12:40)   | Phantasmo (9:40)  | Wato (13:52)      |
| Sho                | Eagles (14:06)    | Yoh (15:31)      | Ishimori (13:30)  | Phantasmo (11:47) | —                 | Sho (17:37)       | Sho (14:42)       | Sho (12:58)       | Sho (25:11)       | Kanemaru (8:08)    | Sho (11:37)       | Sho (15:02)       |
| Hiromu Takahashi   | Takahashi (27:07) | Takahashi (3:55) | Ishimori (25:36)  | Phantasmo (23:14) | Sho (17:37)       | —                 | Takahashi (8:56)  | Takahashi (21:16) | Empate (30:00)    | Takahashi (14:24)  | Takahashi (20:34) | Takahashi (16:30) |
| Ryusuke Taguchi    | Taguchi (16:17)   | Taguchi (14:36)  | Taguchi (12:45)   | Phantasmo (15:12) | Sho (14:42)       | Takahashi (8:56)  | —                 | Bushi (13:59)     | Desperado (18:11) | Taguchi (10:13)    | Taguchi (11:39)   | Wato (12:09)      |
| Bushi              | Eagles (12:52)    | Bushi (10:32)    | Bushi (13:35)     | Bushi (13:45)     | Sho (12:58)       | Takahashi (21:16) | Bushi (13:59)     | —                 | Desperado (21:08) | Bushi (9:10)       | Douki (10:53)     | Wato (11:15)      |
| El Desperado       | Desperado (18:25) | Yoh (18:26)      | Ishimori (22:41)  | Phantasmo (21:11) | Sho (25:11)       | Empate (30:00)    | Desperado (18:11) | Desperado (21:08) | —                 | Desperado (15:10)  | Desperado (15:08) | Desperado (20:10) |
| Yoshinobu Kanemaru | Eagles (12:23)    | Yoh (12:11)      | Kanemaru (5:37)   | Kanemaru (12:40)  | Kanemaru (8:08)   | Takahashi (14:24) | Taguchi (10:13)   | Bushi (9:10)      | Desperado (15:10) | —                  | Kanemaru (10:35)  | Wato (10:17)      |
| Douki              | Eagles (11:53)    | Douki (10:56)    | Ishimori (10:23)  | Phantasmo (9:40)  | Sho (11:37)       | Takahashi (20:34) | Taguchi (11:39)   | Douki (10:53)     | Desperado (15:08) | Kanemaru (10:35)   | —                 | Douki (11:50)     |
| Master Wato        | Eagles (13:30)    | Yoh (14:58)      | Ishimori (11:21)  | Wato (13:52)      | Sho (15:02)       | Takahashi (16:30) | Wato (12:09)      | Wato (11:15)      | Desperado (20:10) | Wato (10:17)       | Douki (11:50)     | —                 |

|  | Final |                  |       |  |
|  |       |                  |       |  |
|  | 1     | Hiromu Takahashi | Pin   |  |
|  | 1     | Hiromu Takahashi | Pin   |  |
|  | 2     | Yoh              | 38:30 |  |
|  | 2     | Yoh              | 38:30 |  |

### 2022
La edición 2022 de la "Best of the Super Juniors 29" se llevó a cabo entre el 15 de mayo al 3 de junio. El torneo regresó a su calendarización tradicional de los meses de mayo y junio, por lo que fue la primera vez en dos años en desarrollarse por separado de la World Tag League. También vuelve al formato de dos bloques con luchadores provenientes de Impact Wrestling, Consejo Mundial de Lucha Libre (CMLL), Gleat y All Elite Wrestling (AEW), al igual que luchadores que aparecen regularmente en NJPW Strong.
| Bloque A            | Bloque A | Bloque B            | Bloque B |
| ------------------- | -------- | ------------------- | -------- |
| Hiromu Takahashi    | 12       | El Desperado        | 12       |
| Taiji Ishimori      | 12       | El Phantasmo        | 12       |
| Sho                 | 10       | Robbie Eagles       | 10       |
| Ace Austin (Impact) | 10       | Wheeler Yuta (AEW)  | 10       |
| Yoh                 | 8        | El Lindaman (Gleat) | 8        |
| Clark Connors       | 8        | TJP                 | 8        |
| Alex Zayne          | 8        | Bushi               | 8        |
| Francesco Akira     | 8        | Master Wato         | 8        |
| Yoshinobu Kanemaru  | 8        | Titán (CMLL)        | 8        |
| Ryusuke Taguchi     | 6        | Douki               | 6        |

| Bloque A           | Ace Austin        | Alex Zayne        | Clark Connors     | Francesco Akira   | Hiromu Takahashi  | Ryusuke Taguchi   | Sho              | Taiji Ishimori    | Yoh               | Yoshinobu Kanemaru |
| ------------------ | ----------------- | ----------------- | ----------------- | ----------------- | ----------------- | ----------------- | ---------------- | ----------------- | ----------------- | ------------------ |
| Ace Austin         | —                 | Austin (11:37)    | Austin (9:51)     | Akira (10:24)     | Takahashi (12:50) | Taguchi (12:02)   | Sho (7:06)       | Austin (11:24)    | Austin (7:20)     | Austin (10:58)     |
| Alex Zayne         | Austin (11:37)    | —                 | Connors (7:10)    | Zayne (10:54)     | Takahashi (13:32) | Zayne (6:14)      | Zayne (12:01)    | Ishimori (13:45)  | Yoh (11:07)       | Zayne (11:31)      |
| Clark Connors      | Austin (9:51)     | Connors (7:10)    | —                 | Connors (8:13)    | Takahashi (11:43) | Connors (8:25)    | Sho (10:29)      | Ishimori (8:45)   | Yoh (12:03)       | Connors (4:50)     |
| Francesco Akira    | Akira (10:24)     | Zayne (10:54)     | Connors (8:13)    | —                 | Takahashi (17:05) | Taguchi (12:17)   | Akira (11:49)    | Ishimori (11:24)  | Akira (9:38)      | Akira (10:32)      |
| Hiromu Takahashi   | Takahashi (12:50) | Takahashi (13:32) | Takahashi (11:43) | Takahashi (17:05) | —                 | Takahashi (10:42) | Sho (11:30)      | Takahashi (22:30) | Yoh (17:57)       | Kanemaru (6:47)    |
| Ryusuke Taguchi    | Taguchi (12:02)   | Zayne (6:14)      | Connors (8:25)    | Taguchi (12:17)   | Takahashi (10:42) | —                 | Sho (10:53)      | Ishimori (12:17)  | Taguchi (8:01)    | Kanemaru (2:13)    |
| Sho                | Sho (7:06)        | Zayne (12:01)     | Sho (10:29)       | Akira (11:49)     | Sho (11:30)       | Sho (10:53)       | —                | Ishimori (11:33)  | Sho (10:33)       | Kanemaru (2:44)    |
| Taiji Ishimori     | Austin (11:24)    | Ishimori (13:45)  | Ishimori (8:45)   | Ishimori (11:24)  | Takahashi (22:30) | Ishimori (12:17)  | Ishimori (11:33) | —                 | Ishimori (16:15)  | Kanemaru (2:07)    |
| Yoh                | Austin (7:20)     | Yoh (11:07)       | Yoh (12:03)       | Akira (9:38)      | Yoh (17:57)       | Taguchi (8:01)    | Sho (10:33)      | Ishimori (16:15)  | —                 | Yoh (10:43)        |
| Yoshinobu Kanemaru | Austin (10:58)    | Zayne (11:31)     | Connors (4:50)    | Akira (10:32)     | Kanemaru (6:47)   | Kanemaru (2:13)   | Kanemaru (2:44)  | Kanemaru (2:07)   | Yoh (10:43)       | —                  |
| Bloque B           | Bushi             | Douki             | El Desperado      | El Lindaman       | El Phantasmo      | Master Wato       | Robbie Eagles    | TJP               | Titán             | Wheeler Yuta       |
| Bushi              | —                 | Douki (8:09)      | Bushi (11:11)     | Bushi (8:34)      | Phantasmo (10:43) | Bushi (9:04)      | Bushi (11:15)    | TJP (10:08)       | Titán (8:40)      | Yuta (8:05)        |
| Douki              | Douki (8:09)      | —                 | Desperado (21:51) | Douki (9:21)      | Douki (6:52)      | Wato (9:48)       | Eagles (11:57)   | TJP (8:39)        | Titán (9:31)      | Yuta (9:55)        |
| El Desperado       | Bushi (11:11)     | Desperado (21:51) | —                 | Lindaman (15:08)  | Desperado (19:37) | Desperado (16:06) | Eagles (19:21)   | Desperado (16:07) | Desperado (13:45) | Desperado (15:44)  |
| El Lindaman        | Bushi (8:34)      | Douki (9:21)      | Lindaman (15:08)  | —                 | Phantasmo (8:40)  | Wato (7:05)       | Eagles (10:29)   | Lindaman (11:11)  | Lindaman (11:32)  | Lindaman (9:17)    |
| El Phantasmo       | Phantasmo (10:43) | Douki (6:52)      | Desperado (19:37) | Phantasmo (8:40)  | —                 | Phantasmo (16:28) | Eagles (24:43)   | Phantasmo (11:12) | Phantasmo (14:43) | Phantasmo (9:34)   |
| Master Wato        | Bushi (9:04)      | Wato (9:48)       | Desperado (16:06) | Wato (7:05)       | Phantasmo (16:28) | —                 | Wato (11:39)     | TJP (12:21)       | Wato (8:16)       | Yuta (7:57)        |
| Robbie Eagles      | Bushi (11:15)     | Eagles (11:57)    | Eagles (19:21)    | Eagles (10:29)    | Eagles (24:43)    | Wato (11:39)      | —                | TJP (11:49)       | Titán (10:56)     | Eagles (11:30)     |
| TJP                | TJP (10:08)       | TJP (8:39)        | Desperado (16:07) | Lindaman (11:11)  | Phantasmo (11:12) | TJP (12:21)       | TJP (11:49)      | —                 | Titán (13:53)     | Yuta (11:47)       |
| Titán              | Titán (8:40)      | Titán (9:31)      | Desperado (13:45) | Lindaman (11:32)  | Phantasmo (14:43) | Wato (8:16)       | Titán (10:56)    | Titán (13:53)     | —                 | Yuta (7:01)        |
| Wheeler Yuta       | Yuta (8:05)       | Yuta (9:55)       | Desperado (15:44) | Lindaman (9:17)   | Phantasmo (9:34)  | Yuta (7:57)       | Eagles (11:30)   | Yuta (11:47)      | Yuta (7:01)       | —                  |

|  | Final |                  |       |  |
|  |       |                  |       |  |
|  | A1    | Hiromu Takahashi | Pin   |  |
|  | A1    | Hiromu Takahashi | Pin   |  |
|  | B1    | El Desperado     | 30:37 |  |
|  | B1    | El Desperado     | 30:37 |  |

### 2023
La edición 2023 de la "Best of the Super Juniors 30" se llevó a cabo entre el 12 de mayo al 28 de mayo. Contó con dos bloques de 10 luchadores cada uno.
| Bloque A         | Bloque A | Bloque B           | Bloque B |
| ---------------- | -------- | ------------------ | -------- |
| Mike Bailey      | 14       | El Desperado       | 14       |
| Titán            | 12       | Master Wato        | 14       |
| Lio Rush         | 12       | Yoh                | 12       |
| Hiromu Takahashi | 12       | Robbie Eagles      | 10       |
| TJP              | 10       | Clark Connors      | 8        |
| Taiji Ishimori   | 10       | Francesco Akira    | 8        |
| Sho              | 8        | Dan Moloney        | 8        |
| Douki            | 6        | Kevin Knight       | 6        |
| Kushida          | 4        | Yoshinobu Kanemaru | 6        |
| Ryusuke Taguchi  | 2        | Bushi              | 4        |

| Bloque A           | Douki             | Titán             | Hiromu Takahashi  | Kushida           | Mike Bailey       | Ryusuke Taguchi  | Sho               | Taiji Ishimori    | TJP               | Lio Rush           |
| ------------------ | ----------------- | ----------------- | ----------------- | ----------------- | ----------------- | ---------------- | ----------------- | ----------------- | ----------------- | ------------------ |
| Douki              | —                 | Titán (6:21)      | Takahashi (12:51) | Douki (8:32)      | Bailey (9:47)     | Douki (7:46)     | Sho (10:33)       | Ishimori (9:31)   | TJP (8:22)        | Douki (5:43)       |
| Titán              | Titán (6:21)      | —                 | Titán (16:43)     | Titán (6:01)      | Bailey (9:56)     | Titan (9:21)     | Sho (7:38)        | Ishimori (9:24)   | Titán (11:12)     | Titán (10:23)      |
| Hiromu Takahashi   | Takahashi (12:51) | Titán (16:43)     | —                 | Takahashi (16:06) | Bailey (16:40)    | Takahashi (5:23) | Takahashi (7:38)  | Takahashi (10:31) | Takahashi (20:46) | Rush (18:11)       |
| Kushida            | Douki (8:32)      | Titán (6:01)      | Takahashi (16:06) | —                 | Kushida (9:26)    | Taguchi (12:07)  | Kushida (6:54)    | Ishimori (13:30)  | TJP (9:27)        | Rush (8:38)        |
| Mike Bailey        | Bailey (9:47)     | Bailey (9:56)     | Bailey (16:40)    | Kushida (9:26)    | —                 | Bailey (10:20)   | Bailey (12:10)    | Ishimori (10:27)  | Bailey (13:01)    | Bailey (16:43)     |
| Ryusuke Taguchi    | Douki (7:46)      | Titan (9:21)      | Takahashi (5:23)  | Taguchi (12:07)   | Bailey (10:20)    | —                | Sho (6:29)        | Ishimori (3:54)   | TJP (10:44)       | Rush (5:19)        |
| Sho                | Sho (10:33)       | Sho (7:38)        | Takahashi (7:38)  | Kushida (6:54)    | Bailey (12:10)    | Sho (6:29)       | —                 | Sho (5:48)        | TJP (8:46)        | Rush (4:20)        |
| Taiji Ishimori     | Ishimori (9:31)   | Ishimori (9:24)   | Takahashi (10:31) | Ishimori (13:30)  | Ishimori (10:27)  | Ishimori (3:54)  | Sho (5:48)        | —                 | TJP (abandono)    | Rush (16:56)       |
| TJP                | TJP (8:22)        | Titán (11:12)     | Takahashi (20:46) | TJP (9:27)        | Bailey (13:01)    | TJP (10:44)      | TJP (8:46)        | TJP (abandono)    | —                 | Rush (12:49)       |
| Lio Rush           | Douki (5:43)      | Titán (10:23)     | Rush (18:11)      | Rush (8:38)       | Bailey (16:43)    | Rush (5:19)      | Rush (4:20)       | Rush (16:56)      | Rush (12:49)      | —                  |
| Bloque B           | Bushi             | Clark Connors     | Dan Moloney       | El Desperado      | Francesco Akira   | Kevin Knight     | Master Wato       | Robbie Eagles     | Yoh               | Yoshinobu Kanemaru |
| Bushi              | —                 | Connors (6:04)    | Moloney (7:12)    | Desperado (8:54)  | Bushi (8:44)      | Knight (5:23)    | Wato (8:01)       | Eagles (9:20)     | Yoh (8:10)        | Bushi (1:46)       |
| Clark Connors      | Connors (6:04)    | —                 | Moloney (4:25)    | Desperado (12:21) | Connors (8:33)    | Connors (9:20)   | Wato (6:10)       | Eagles (5:57)     | Yoh (6:44)        | Connors (6:19)     |
| Dan Moloney        | Moloney (7:12)    | Moloney (4:25)    | —                 | Desperado (9:35)  | Akira (8:27)      | Knight (8:15)    | Wato (7:48)       | Moloney (11:26)   | Moloney (9:01)    | Kanemaru (5:42)    |
| El Desperado       | Desperado (8:54)  | Desperado (12:21) | Desperado (9:35)  | —                 | Desperado (25:13) | Desperado (8:42) | Desperado (14:10) | Desperado (20:32) | Yoh (20:24)       | Kanemaru (14:01)   |
| Francesco Akira    | Bushi (8:44)      | Connors (8:33)    | Akira (8:27)      | Desperado (25:13) | —                 | Akira (8:40)     | Wato (7:20)       | Akira (12:02)     | Yoh (1:34)        | Akira (4:09)       |
| Kevin Knight       | Knight (5:23)     | Connors (9:20)    | Knight (8:15)     | Desperado (8:42)  | Akira (8:40)      | —                | Wato (9:32)       | Eagles (8:45)     | Yoh (8:57)        | Knight (7:19)      |
| Master Wato        | Wato (8:01)       | Wato (6:10)       | Wato (7:48)       | Desperado (14:10) | Wato (7:20)       | Wato (9:32)      | —                 | Wato (19:37)      | Yoh (18:12)       | Wato (9:38)        |
| Robbie Eagles      | Eagles (9:20)     | Eagles (5:57)     | Moloney (11:26)   | Desperado (20:32) | Akira (12:02)     | Eagles (8:45)    | Wato (19:37)      | —                 | Eagles (13:06)    | Eagles (10:07)     |
| Yoh                | Yoh (8:10)        | Yoh (6:44)        | Moloney (9:01)    | Yoh (20:24)       | Yoh (1:34)        | Yoh (8:57)       | Yoh (18:12)       | Eagles (13:06)    | —                 | Kanemaru (13:22)   |
| Yoshinobu Kanemaru | Bushi (1:46)      | Connors (6:19)    | Kanemaru (5:42)   | Kanemaru (14:01)  | Akira (4:09)      | Knight (7:19)    | Wato (9:38)       | Eagles (10:07)    | Kanemaru (13:22)  | —                  |

|  | Semifinales | Semifinales  | Semifinales |       |             | Final       | Final | Final |  |
|  |             |              |             |       |             |             |       |       |  |
|  |             |              |             |       |             |             |       |       |  |
|  | A1          | Mike Bailey  | Pin         |       |             |             |       |       |  |
|  | A1          | Mike Bailey  | Pin         |       |             |             |       |       |  |
|  | B2          | Master Wato  | 16:43       |       |             |             |       |       |  |
|  | B2          | Master Wato  | 16:43       |       | Master Wato | Master Wato | Pin   |       |  |
|  |             |              |             |       | Master Wato | Master Wato | Pin   |       |  |
|  |             |              | Titán       | Titán | 24:48       |             |       |       |  |
|  | B1          | El Desperado | Titán       | Titán | 24:48       | Sub         |       |       |  |
|  | B1          | El Desperado |             |       |             | Sub         |       |       |  |
|  | A2          | Titán        | 21:44       |       |             |             |       |       |  |
|  | A2          | Titán        | 21:44       |       |             |             |       |       |  |
|  |             |              |             |       |             |             |       |       |  |

### 2024
La edición 2024 de la "Best of the Super Juniors 31" se llevó a cabo entre el 11 de mayo al 9 de junio de 2024, con la final llevándose a cabo en el evento Dominion 6.9 in Osaka-jo Hall en la ciudad de Osaka. La edición de este año contó con participantes de New Japan Pro-Wrestling, Consejo Mundial de Lucha Libre (CMLL), Ring of Honor (ROH), Pro Wrestling NOAH, y Dragon Gate (DG). Originalmente, Yoh y Ryusuke Taguchi estaban programados para participar en el torneo, pero debido a las lesiones, fueron reemplazados por Kushida y Dragon Dia, respectivamente. El torneo sigue el mismo formato que el del año pasado, con los dos mejores luchadores de cada bloque avanzando a semifinales. Francesco Akira se retiró del torneo tras una lesión.
| Bloque A              | Bloque A | Bloque B          | Bloque B |
| --------------------- | -------- | ----------------- | -------- |
| El Desperado          | 12       | Taiji Ishimori    | 14       |
| TJP                   | 10       | Douki             | 12       |
| Hayata (NOAH)         | 10       | Hiromu Takahashi  | 12       |
| Blake Christian (ROH) | 10       | Robbie Eagles     | 10       |
| Titán                 | 10       | Sho               | 10       |
| Bushi                 | 8        | Drilla Moloney    | 10       |
| Yoshinobu Kanemaru    | 8        | Ninja Mack (NOAH) | 8        |
| Kevin Knight          | 8        | Kushida           | 8        |
| Clark Connors         | 8        | Francesco Akira   | 4        |
| Kosei Fujita          | 6        | Dragon Dia (DG)   | 2        |

| Bloque A           | Blake Christian   | Bushi             | Clark Connors     | El Desperado         | Hayata               | Kevin Knight     | Kosei Fujita      | Titán             | TJP               | Yoshinobu Kanemaru |
| ------------------ | ----------------- | ----------------- | ----------------- | -------------------- | -------------------- | ---------------- | ----------------- | ----------------- | ----------------- | ------------------ |
| Blake Christian    | —                 | Christian (6:16)  | Christian (10:52) | Desperado (18:11)    | Hayata (10:20)       | Christian (8:27) | Fujita (10:43)    | Christian (7:21)  | TJP (15:52)       | Christian (8:30)   |
| Bushi              | Christian (6:16)  | —                 | Connors (8:46)    | Desperado (13:02)    | Hayata (7:05)        | Bushi (8:16)     | Bushi (5:32)      | Titán (8:43)      | Bushi (2:55)      | Bushi (5:36)       |
| Clark Connors      | Christian (10:52) | Connors (8:46)    | —                 | Desperado (14:37)    | Connors (8:14)       | Knight (9:42)    | Fujita (9:16)     | Connors (7:52)    | Connors (12:28)   | Kanemaru (3:20)    |
| El Desperado       | Desperado (18:11) | Desperado (13:02) | Desperado (14:37) | —                    | Desperado (20:27)    | Knight (12:01)   | Desperado (17:16) | Titán (14:42)     | TJP (21:10)       | Desperado (16:57)  |
| Hayata             | Hayata (10:20)    | Hayata (7:05)     | Connors (8:14)    | Desperado (20:27)    | —                    | Hayata (8:16)    | Hayata (8:57)     | Titán (11:34)     | TJP (13:01)       | Hayata (7:26)      |
| Kevin Knight       | Christian (8:27)  | Bushi (8:16)      | Knight (9:42)     | Knight (12:01)       | Hayata (8:16)        | —                | Knight (9:05)     | Titán (8:24)      | Knight (15:02)    | Kanemaru (6:50)    |
| Kosei Fujita       | Fujita (10:43)    | Bushi (5:32)      | Fujita (9:16)     | Desperado (17:16)    | Hayata (8:57)        | Knight (9:05)    | —                 | Titán (7:01)      | TJP (12:13)       | Fujita (8:23)      |
| Titán              | Christian (7:21)  | Titán (8:43)      | Connors (7:52)    | Titán (14:42)        | Titán (11:34)        | Titán (8:24)     | Titán (7:01)      | —                 | TJP (13:21)       | Kanemaru (8:48)    |
| TJP                | TJP (15:52)       | Bushi (2:55)      | Connors (12:28)   | TJP (21:10)          | TJP (13:01)          | Knight (15:02)   | TJP (12:13)       | TJP (13:21)       | —                 | Kanemaru (2:18)    |
| Yoshinobu Kanemaru | Christian (8:30)  | Bushi (5:36)      | Kanemaru (3:20)   | Desperado (16:57)    | Hayata (7:26)        | Kanemaru (6:50)  | Fujita (8:23)     | Kanemaru (8:48)   | Kanemaru (2:18)   | —                  |
| Bloque B           | Douki             | Dragon Dia        | Drilla Moloney    | Francesco Akira      | Hiromu Takahashi     | Kushida          | Ninja Mack        | Robbie Eagles     | Sho               | Taiji Ishimori     |
| Douki              | —                 | Douki (5:28)      | Moloney (9:26)    | Douki (abandono)     | Douki (16:35)        | Douki (12:20)    | Douki (7:49)      | Douki (15:41)     | Sho (20:17)       | Ishimori (10:52)   |
| Dragon Dia         | Douki (5:28)      | —                 | Moloney (4:12)    | Akira (5:35)         | Takahashi (12:31)    | Dia (8:04)       | Mack (8:30)       | Eagles (6:56)     | Sho (6:44)        | Ishimori (4:58)    |
| Drilla Moloney     | Moloney (9:26)    | Moloney (4:12)    | —                 | Moloney (4:38)       | Takahashi (19:23)    | Moloney (9:20)   | Moloney (6:08)    | Eagles (9:21)     | Sho (8:13)        | Ishimori (6:16)    |
| Francesco Akira    | Douki (abandono)  | Akira (5:35)      | Moloney (4:38)    | —                    | Takahashi (abandono) | Kushida (12:31)  | Mack (7:40)       | Eagles (abandono) | Sho (abandono)    | Akira (8:35)       |
| Hiromu Takahashi   | Douki (16:35)     | Takahashi (12:31) | Takahashi (19:23) | Takahashi (abandono) | —                    | Kushida (12:24)  | Takahashi (9:10)  | Takahashi (22:26) | Takahashi (18:23) | Ishimori (20:10)   |
| Kushida            | Douki (12:20)     | Dia (8:04)        | Moloney (9:20)    | Kushida (12:31)      | Kushida (12:24)      | —                | Mack (5:58)       | Eagles (11:18)    | Kushida (6:31)    | Kushida (2:33)     |
| Ninja Mack         | Douki (7:49)      | Mack (8:30)       | Moloney (6:08)    | Mack (7:40)          | Takahashi (9:10)     | Mack (5:58)      | —                 | Mack (6:51)       | Sho (9:20)        | Ishimori (7:23)    |
| Robbie Eagles      | Douki (15:41)     | Eagles (6:56)     | Eagles (9:21)     | Eagles (abandono)    | Takahashi (22:26)    | Eagles (11:18)   | Mack (6:51)       | —                 | Eagles (14:40)    | Ishimori (15:21)   |
| Sho                | Sho (20:17)       | Sho (6:44)        | Sho (8:13)        | Sho (abandono)       | Takahashi (18:23)    | Kushida (6:31)   | Sho (9:20)        | Eagles (14:40)    | —                 | Ishimori (12:32)   |
| Taiji Ishimori     | Ishimori (10:52)  | Ishimori (4:58)   | Ishimori (6:16)   | Akira (8:35)         | Ishimori (20:10)     | Kushida (2:33)   | Ishimori (7:23)   | Ishimori (15:21)  | Ishimori (12:32)  | —                  |

|  | Semifinales | Semifinales    | Semifinales    |                |              | Final        | Final | Final |  |
|  |             |                |                |                |              |              |       |       |  |
|  |             |                |                |                |              |              |       |       |  |
|  | A1          | El Desperado   | Pin            |                |              |              |       |       |  |
|  | A1          | El Desperado   | Pin            |                |              |              |       |       |  |
|  | B2          | Douki          | 22:21          |                |              |              |       |       |  |
|  | B2          | Douki          | 22:21          |                | El Desperado | El Desperado | Pin   |       |  |
|  |             |                |                |                | El Desperado | El Desperado | Pin   |       |  |
|  |             |                | Taiji Ishimori | Taiji Ishimori | 23:34        |              |       |       |  |
|  | B1          | Taiji Ishimori | Taiji Ishimori | Taiji Ishimori | 23:34        | Pin          |       |       |  |
|  | B1          | Taiji Ishimori |                |                |              | Pin          |       |       |  |
|  | A2          | TJP            | 19:31          |                |              |              |       |       |  |
|  | A2          | TJP            | 19:31          |                |              |              |       |       |  |
|  |             |                |                |                |              |              |       |       |  |

### 2025
La edición 2025 de la "Best of the Super Juniors 32" se llevó a cabo entre el 10 de mayo al 1 de junio. En un principio, Bushi iba a participar en el torneo, pero tras anunciar que abandonaría NJPW, fue sustituido por Robbie X.
| Bloque A           | Bloque A | Bloque B        | Bloque B |
| ------------------ | -------- | --------------- | -------- |
| Kosei Fujita       | 10       | Yoh             | 12       |
| Hiromu Takahashi   | 10       | El Desperado    | 12       |
| Clark Connors      | 10       | Mao             | 12       |
| Master Wato        | 10       | Sho             | 8        |
| Francesco Akira    | 10       | Nick Wayne      | 8        |
| Kushida            | 8        | Taiji Ishimori  | 8        |
| Ninja Mack         | 8        | Robbie Eagles   | 8        |
| Dragon Dia         | 8        | Kevin Knight    | 8        |
| Robbie X           | 8        | Titán           | 8        |
| Yoshinobu Kanemaru | 8        | Ryusuke Taguchi | 6        |

| Bloque A           | Clark Connors     | Dragon Dia        | Francesco Akira   | Hiromu Takahashi  | Kosei Fujita      | Kushida           | Master Wato       | Ninja Mack        | Robbie X          | Yoshinobu Kanemaru |
| ------------------ | ----------------- | ----------------- | ----------------- | ----------------- | ----------------- | ----------------- | ----------------- | ----------------- | ----------------- | ------------------ |
| Clark Connors      | —                 | Dia (5:31)        | Connors (7:14)    | Takahashi (20:07) | Fujita (13:32)    | Connors (10:21)   | Connors (10:34)   | Connors (5:34)    | Connors (7:45)    | Kanemaru (3:53)    |
| Dragon Dia         | Dia (5:31)        | —                 | Akira (9:54)      | Dia (11:58)       | Fujita (8:14)     | Kushida (11:26)   | Wato (8:19)       | Mack (10:10)      | Dia (8:25)        | Dia (10:51)        |
| Francesco Akira    | Connors (7:14)    | Akira (9:54)      | —                 | Akira (18:16)     | Fujita (12:03)    | Akira (10:46)     | Wato (12:09)      | Akira (4:57)      | Akira (9:03)      | Kanemaru (4:53)    |
| Hiromu Takahashi   | Takahashi (20:07) | Dia (11:58)       | Akira (18:16)     | —                 | Fujita (16:52)    | Takahashi (13:03) | Takahashi (13:33) | Takahashi (10:46) | Robbie (15:54)    | Takahashi (8:26)   |
| Kosei Fujita       | Fujita (13:32)    | Fujita (8:14)     | Fujita (12:03)    | Fujita (16:52)    | —                 | Kushida (14:07)   | Fujita (7:00)     | Mack (9:57)       | Robbie (7:51)     | Kanemaru (9:46)    |
| Kushida            | Connors (10:21)   | Kushida (11:26)   | Akira (10:46)     | Takahashi (13:03) | Kushida (14:07)   | —                 | Wato (10:58)      | Kushida (5:52)    | Robbie (8:49)     | Kushida (4:28)     |
| Master Wato        | Connors (10:34)   | Wato (8:19)       | Wato (12:09)      | Takahashi (13:33) | Fujita (7:00)     | Wato (10:58)      | —                 | Wato (7:01)       | Wato (17:12)      | Kanemaru (8:36)    |
| Ninja Mack         | Connors (5:34)    | Mack (10:10)      | Akira (4:57)      | Takahashi (10:46) | Mack (9:57)       | Kushida (5:52)    | Wato (7:01)       | —                 | Mack (7:48)       | Mack (2:05)        |
| Robbie X           | Connors (7:45)    | Dia (8:35)        | Akira (9:03)      | Robbie (15:54)    | Robbie (7:51)     | Robbie (8:49)     | Wato (17:12)      | Mack (7:47)       | —                 | Robbie (4:10)      |
| Yoshinobu Kanemaru | Kanemaru (3:53)   | Dia (10:51)       | Kanemaru (4:53)   | Takahashi (8:26)  | Kanemaru (9:46)   | Kushida (4:28)    | Kanemaru (8:36)   | Mack (2:05)       | Robbie (4:10)     | —                  |
| Bloque B           | El Desperado      | Kevin Knight      | Mao               | Nick Wayne        | Robbie Eagles     | Ryusuke Taguchi   | Sho               | Taiji Ishimori    | Titán             | Yoh                |
| El Desperado       | —                 | Desperado (14:26) | Desperado (23:27) | Wayne (15:01)     | Desperado (17:44) | Desperado (14:40) | Desperado (12:25) | Ishimori (11:49)  | Desperado (14:10) | Yoh (16:12)        |
| Kevin Knight       | Desperado (14:26) | —                 | Mao (9:52)        | Knight (11:05)    | Eagles (9:20)     | Knight (8:41)     | Knight (7:39)     | Ishimori (9:58)   | Knight (5:48)     | Yoh (8:23)         |
| Mao                | Desperado (23:27) | Mao (9:52)        | —                 | Mao (7:42)        | Mao (9:26)        | Mao (8:32)        | Mao (11:56)       | Mao (9:43)        | Titán (9:20)      | Yoh (8:11)         |
| Nick Wayne         | Wayne (15:04)     | Knight (11:05)    | Mao (7:42)        | —                 | Wayne (8:21)      | Wayne (6:44)      | Wayne (10:43)     | Ishimori (10:35)  | Titán (8:13)      | Yoh (10:20)        |
| Robbie Eagles      | Desperado (17:44) | Eagles (9:20)     | Mao (9:26)        | Wayne (8:21)      | —                 | Eagles (6:00)     | Sho (8:10)        | Ishimori (12:02)  | Eagles (12:39)    | Eagles (15:03)     |
| Ryusuke Taguchi    | Desperado (14:40) | Knight (8:41)     | Mao (8:32)        | Wayne (6:44)      | Eagles (6:00)     | —                 | Taguchi (0:05)    | Taguchi (16:44)   | Titán (2:35)      | Taguchi (6:01)     |
| Sho                | Desperado (12:25) | Knight (7:39)     | Mao (11:56)       | Wayne (10:43)     | Sho (8:10)        | Taguchi (0:05)    | —                 | Sho (9:43)        | Sho (7:46)        | Sho (11:04)        |
| Taiji Ishimori     | Ishimori (11:49)  | Ishimori (9:58)   | Mao (9:43)        | Ishimori (10:35)  | Ishimori (12:02)  | Taguchi (16:44)   | Sho (9:43)        | —                 | Titàn (11:13)     | Yoh (15:49)        |
| Titán              | Desperado (14:10) | Knight (5:48)     | Titán (9:20)      | Titán (8:13)      | Eagles (12:39)    | Titán (2:35)      | Sho (7:46)        | Titàn (11:13)     | —                 | Yoh (4:48)         |
| Yoh                | Yoh (16:12)       | Yoh (8:23)        | Yoh (8:11)        | Yoh (10:20)       | Eagles (15:03)    | Taguchi (6:01)    | Sho (11:04)       | Yoh (15:49)       | Yoh (4:48)        | —                  |

|  | Final |              |       |  |
|  |       |              |       |  |
|  | A1    | Kosei Fujita | Pin   |  |
|  | A1    | Kosei Fujita | Pin   |  |
|  | B1    | Yoh          | 28:04 |  |
|  | B1    | Yoh          | 28:04 |  |